# 中生北控生物科技
中生北控生物科技股份有限公司，簡稱中生北控生物科技（英語：Biosino Bio-Technology and Science Incorporation，港交所：8247），在1988年，由中國科學院和北京市政府，於北京（總部）成立前身「北京中生生物工程高技术公司」。
除了中國科學院為主要股東，復星醫藥（2010年以7,300万人民幣元收購該公司股權，持股量為18.66%）和北京控股為次要股東。
董事長及首席執行官為吳樂斌。業務在中國內地經營体外诊断产品的研发、生产和销售。
股份在2006年2月27日於港交所創業板上市。配售價格為2-3港元之間，配售股份為33,000,000H股，集資額為6600萬港元。

## 連結
- zhongsheng.com.cn（页面存档备份，存于）